# Assedio di Terabe
L'assedio di Terabe avvenne nel 1558. Il castello era governato dal clan Ogasawara della provincia di Mikawa.
Nel 1558, Suzuki Shigeteru, governatore del castello, disertò gli Imagawa a favore di Oda Nobunaga. Gli Imagawa risposero mandano un'armata sotto il comando di Matsudaira Motoyasu, un giovane vassallo di Imagawa Yoshimoto. L'assedio di Terabe fu il primo di numerosi scontri tra il clan Imagawa e quello Oda.
Le forze di Motoyasu assediarono il castello e lo diedero alle fiamme ma ripiegarono dopo l'arrivo dei rinforzi mandati da Nobunaga. Motoyasu dopo il ritiro continuò la sua campagna attaccando altri possedimenti degli Oda.
Matsudaira Motoyasu cambierà successivamente il suo nome in Tokugawa Ieyasu. Questa fu la sua prima battaglia.